# Vuk Samotnjak (strip)
Vuk Samotnjak je naslov epizode Zagora objavljene u br. 11. obnovljene edicije Zlatne serije koju je pokrenuo Veseli četvrtak. Sveska je izašla 11. aprila 2019. god. i koštala 350 dinara (3,45 $; 2,96 €). 

## Originalna epizoda
Originalna epizoda objavljena je premijerno u Italiji u br. 198. i 199. regularne edicije Zagora. Sveske su nosile naziv Lupo solitairo i Il cherchio dela vita (14. januara 1982. i 14. februara 1982). Epizodu je nacrtao Frank Donateli, a scenario napisao Ticijano Sklavi (poznat po kreaciji Dilan Doga). Naslovnicu je nacrtao Galijeno Feri.

## Repriza epizode
Ova epizoda je već objavljena u Srbiji, odnosno SFRJ u prvom izdanju Zlatne serije u br. 655. i 656. koji su izašli 1983. godine.